# 콕스 커뮤니케이션즈
Cox Communications, Inc. ( Cox Cable 및 이전 Cox Broadcasting Corporation, Dimension Cable Services 및 Times-Mirror Cable 로도 알려짐)은 미국의 디지털 케이블 TV 제공업체, 통신 및 홈 자동화 서비스이다. 그것은 미국에서 세 번째로 큰 케이블 TV 제공업체로서 290만 디지털 케이블 가입자, 350만 인터넷 가입자 및 거의 320만 디지털 전화 가입자를 포함하여 약 650만 고객에게 서비스를 제공하여 7위를 기록했다. 콕스는 미국 조지아주 샌디 스프링스의 6205 Peachtree Dunwoody Rd에 본사를 두고 있으며 애틀랜타 대도시 지역에 있다. 콕스 엔터프라이즈의 개인 소유 자회사이다.